# Аустригуза
Аустригуза (Острогота; лат. Austrigusa или Ostrogota; умерла не позднее 540) — королева лангобардов (512 — не позднее 540) по браку с королём Вахо из династии Летингов.

## Биография
Аустригуза известна из нескольких раннесредневековых исторических источников: «Истории франков» Григория Турского, трактата «Происхождение народа лангобардов» и «Истории лангобардов» Павла Диакона.
Согласно этим источникам, Аустригуза была дочерью короля гепидов. В средневековых текстах не упоминается имени её отца, но, скорее всего, это был король Гелемунд. В таком случае, братом Аустригузы был Устригот.
В 512 году Аустригуза стала второй супругой короля лангобардов Вахо. Точно неизвестно, при каких обстоятельствах Вахо вступил во второй брак. Скорее всего, он женился на Аустригузе после скоропостижной смерти своей первой жены Раникунды, дочери короля тюрингов Бизина и лангобардки Мении. Однако возможно, что ради политических выгод, которые сулил новый брак, король лангобардов мог изгнать свою первую супругу. Также высказывается мнение, что следуя всё ещё сильным среди лангобардов языческим традициям, Вахо мог иметь одновременно несколько жён. Предполагается, что заключая новый династический брак с дочерью столь влиятельной персоны, каким в то время был правитель Гепидского королевства, Вахо намеревался исключить вмешательство короля остготов Теодориха Великого в распрю между ним и претендентом на лангобардский престол Хильдигисом, а также укрепить свои позиции среди других властителей Паннонии.
В браке Вахо и Аустригузы родились две дочери: Визигарда (умерла после 540 года), в 530-х годах ставшая супругой короля Австразии Теодеберта I, и Вульдетрада (умерла в 570 году), начиная с 552 или 554 года трижды бывшая замужем (сначала за королём франков Теодебальдом, затем за его братом Хлотарем I, а потом за герцогом Баварии Гарибальдом I). Вероятно, заключая браки с представителями династии Меровингов, Вахо, а затем Аудоин, планировали укрепить союзнические отношения с этими правителями Франкского государства.
Дата смерти Аустригузы неизвестна. Однако предполагается, что она могла скончаться ещё до кончины Вахо, умершего в 540 году, так как незадолго до своей смерти правитель Лангобардского королевства вступил в новый брак с Салингой, дочерью уже погибшего к тому времени короля герулов Родульфа.